# Imagine (počítačová hra)
Imagine je akční adventura pro osmibitové počítače Atari z roku 1992. Vytvořil ji český vývojář Robert Knill (Funny Computer). Hudbu složil Radek Štěrba (Raster Software). Vydavatelem byla společnost K-Soft. V roce 1993 hru znovu vydala polská firma LK Avalon.
Hráč ovládá postavu čaroděje Čáryfuka. Ten nalezl v ruinách svatyně Mikki Krystal Tajemné Moci. Při jeho zkoumání usnul a probudil se na nehostinném místě. Nyní musí najít cestu zpět do svatyně, aby osvobodil svou duši. Má u sebe knihu kouzel. Kouzla samotná získává pohybem po hradě. Zahrnují ohnivou střelu, mlžnou střelu, jestřába, vytvoření dveří, světlo atd. a s jejich pomocí se brání nepřátelům. Ti se mu naopak snaží splnění úkolu překazit – při kontaktu mu ubírají energii. Pád z vysokých výšek znamená okamžitou smrt.